# Yaksa
Yaksa é uma banda chinesa de metalcore formada na cidade de Pequim, em 1997.

## Integrantes
| Integrante  | Instrumento |
| ----------- | ----------- |
| Hu Song     | Vocal       |
| Huang Tao   | Guitarra    |
| Wang Youjin | Guitarra    |
| Gao Yufeng  | Baixo       |
| Ma Lin      | Bateria     |
| Wang Le     | DJ          |

## Discografia
| Ano  | Título           | Gravadora            |
| ---- | ---------------- | -------------------- |
| 1999 | Freedom          | Scream Records       |
| 2002 | Fa Fa Fa         | Scream Records       |
| 2006 | Keep on Fighting | Freedom Road Records |